# Cristina Allende
Cristina Allende (Buenos Aires, Argentina, 10 de agosto de 1946) es una actriz, docente y directora de teatro argentina surgida en la década de 1970, de importante labor teatral y dueña de una gran sugestión. Es conocida por sus participaciones en las películas de Alfredo Alcon /. Graciela Borges (Saverio el cruel/ Pubis Angelical) y Alberto Olmedo por su trabajo en Rompeportones y su participación en más de 20 telenovelas entre 1974/2017. Su currículum teatral es vasto desde 1971 al presente.

## Carrera
Formada con Augusto Fernández en Argentina y en el Lee Strassberg Institute de New York, en cine, su debut cinematográfico fue en El soltero (1977) junto a Claudio Garcia Satur y Fernanda Mistral. Trabajó en comedias musicales y, junto a Antonio Gasalla, en teatro. Intervino también en la obra Equus durante las giras por el interior del país, y se destacó en Reina de corazones. En los años de 1990 formó parte del elenco del espectáculo infantil Colores, junto a Reina Reech. Continuo actuando especialmente en televisión. Estuvo en pareja con el actor Jorge Sassi.
En televisión es conocida por su participación en el programa cómico Rompeportones junto a Jorge Martínez, Emilio Disi, Miguel del Sel, Ana Acosta, Pipo Cipolatti y gran elenco. También tuvo notables participaciones en ficciones como  Rosa de Lejos, La pobre Clara, Gino, Grande pa!, Amor en custodia, Malparida y Soy Luna, entre muchas otras.
Fue una gran amiga del director televisivo y periodista Héctor Ricardo García.

## Filmografía
- Allá donde muere el viento (1976)
- Saverio el cruel (1977)
- El soltero (1977)
- El rey de los exhortos (1979)
- Amante para dos (1981)
- Un terceto peculiar (1982)
- Pubis angelical (1982)
- Alma mía (1999)

## Televisión[2]
- 2017/2018: Soy Luna.
- 2011: Decisiones de vida.
- 2010: Malparida.
- 2007: La ley del amor.
- 2006: Amor en custodia.
- 2004: Los machos de América.
- 2001: Un cortado, historias de café.
- 2000: Los médicos de hoy.
- 1998: Rompeportones.
- 1996: Gino.
- 1995: Sheik
- 1992: Amigos son los amigos
- 1992: Amores.
- 1991/1994: Grande pa!.
- 1991: Atreverse.
- 1991: El teatro de Darío Vittori.
- 1990: Socorro, quinto año.
- 1984: La pobre Clara.
- 1983: Las 24 horas.
- 1981/1982: Departamento de comedia.
- 1981: Los Miserables.
- 1980: Rosa de Lejos.
- 1976/1977: Hermosos mentirosos.

## Teatro[3]
- Carlín.
- El Maipo es el Maipo y Gasalla es Gasalla.
- Mamá está más chiquita.
- Todos somos stars.
- Hello, Tato.
- Aniversario de bodas.
- Té de Ceibo.
- Las mujeres siempre son.
- Amor al aire libre.
- En vivo y en llamas (puesta en escena)